# Zeť

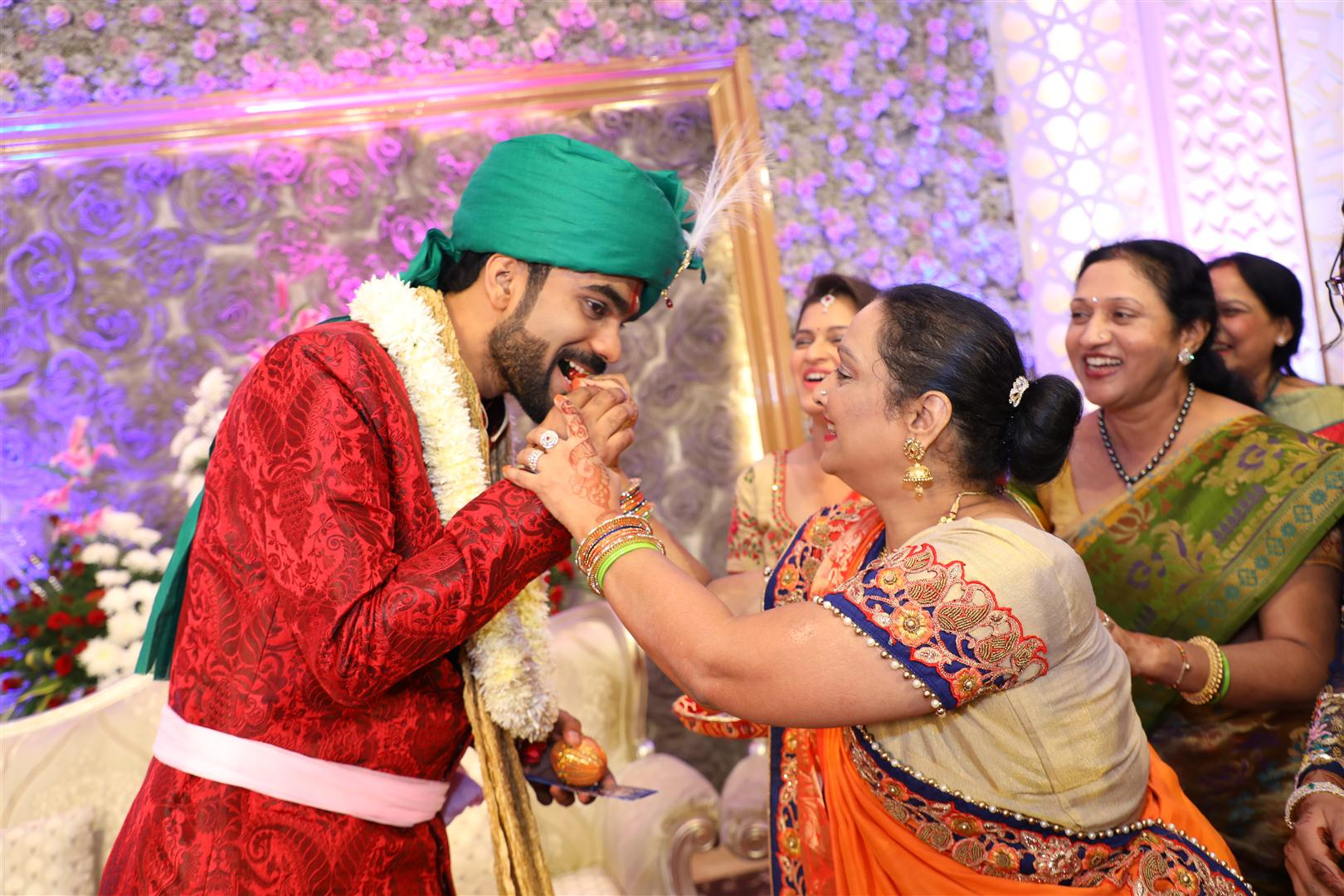
Matka vítá svého zetě do rodiny, Indie.

Zeť vyjadřuje vztah mezi manželčinými rodiči a jejím manželem. Zetěm je každý muž, který je manželem a zároveň jehož žena má rodiče.
Podle současné právní úpravy zetěm naopak nemůže být muž v registrovaném partnerství, protože institut švagrovství vzniká jen na základě uzavření manželství.
Lze to vyjádřit ke vztahu:
- otec manželky – tchán–zeť
- matka manželky – tchyně–zeť

Archaickým názvem pro zetě z dřívějších dob bylo také rovněž ženich. Dalším slovem spojeným se slovem zeť je prazeť. Tímto slovem označujeme obvykle vztah mezi manželem a manželčinými prarodiči. Obvyklou hovorovou formou slova zeť je zeťák.
Ženským ekvivalentem zetě je snacha.